# K-50M
K-50M là loại súng tiểu liên do Việt Nam tự sản xuất dựa theo mẫu súng Type 50/PPSh-41. Vào thập niên 60, Trung Quốc đã vận chuyển nhiều loại vũ khí cho miền Bắc Việt Nam, trong đó có súng Type 50/PPSh-41. Sau này Việt Nam được Trung Quốc cấp phép sản xuất với cái tên mới là K-50M. Sự khác biệt chính là ống làm mát của K-50M bị cắt ngắn đến 76mm và điểm ruồi được dựa trên MAT-49 của Pháp được gắn vào phía trước nòng súng. Việc cải tiến súng bao gồm việc rút ngắn nòng súng, thay vỏ súng, bỏ báng súng bằng gỗ và thay thế bằng báng súng cơ động bằng kim loại làm cho súng cơ động hơn rất nhiều. Sự thay đổi này khiến súng ngắn và gọn nhẹ hơn, nó còn có thể tác chiến không gian hẹp, phù hợp cho đặc công, dân quân, du kích.
K-50M được lên đạn bằng khóa nòng với hai cách bắn là bắn từng viên với bắn nhiều viên cùng một lúc. K-50 dùng chung đạn với súng ngắn K-54. Súng sử dụng các hộp tiếp đạn cong 35 viên loại PPSh-41, việc sử dụng hộp tiếp đạn trống 71 viên của PPSh-41 chỉ có thể được thực hiện nếu báng súng được mở ra hoàn toàn.

## Lịch sử
Đầu thập niên 1960, phong trào Đồng khởi ở miền Nam nổ ra mạnh mẽ trong Chiến tranh Việt Nam, dẫn tới yêu cầu rất cấp thiết về vũ khí trang bị cho dân quân du kích và bộ đội địa phương Mặt trận Dân tộc giải phóng miền Nam Việt Nam. Nhằm đáp ứng đòi hỏi này, năm 1962, Bộ Chính trị giao nhiệm vụ cho Tổng cục quân giới cải tiến súng K50 (Type 50) sao cho phù hợp với chiến trường miền Nam, cũng như cách đánh du kích của quân giải phóng. Nhiệm vụ này được nhà máy Z1 đảm nhận, những cải tiến được đưa ra bao gồm thay báng súng cố định thành báng thép có thể kéo ra thu vào tùy ý; tháo vỏ bọc nòng súng, chế tạo bọc mới ngắn hơn 7,62 cm; thay đổi băng đạn mới. Sau cải tiến, bề ngoài súng K50M có nhiều điểm tương đồng với khẩu MAT 49 của Pháp, những thay đổi trên giúp khiến khẩu súng ngắn hơn, dễ cơ động trong không gian hẹp.

## Các thông số kỹ thuật
- Chiều dài nòng: 269 mm
- Đường kính nòng: 7,62 mm
- Cân nặng: 4,3 kg
- Chiều dài súng: 571/756 mm
- Chiều dài nòng súng: 269 mm
- Tốc độ bắn nhanh nhất: 700 phát/phút
- Loại đạn sử dụng: 7,62x25mm Tokarev
- Số lượng đạn/hộp: 35 viên hoặc 71 viên
- Tầm bắn hiệu quả: 100 mét
- Tầm bắn xa nhất:150 - 200 mét